# Torstar

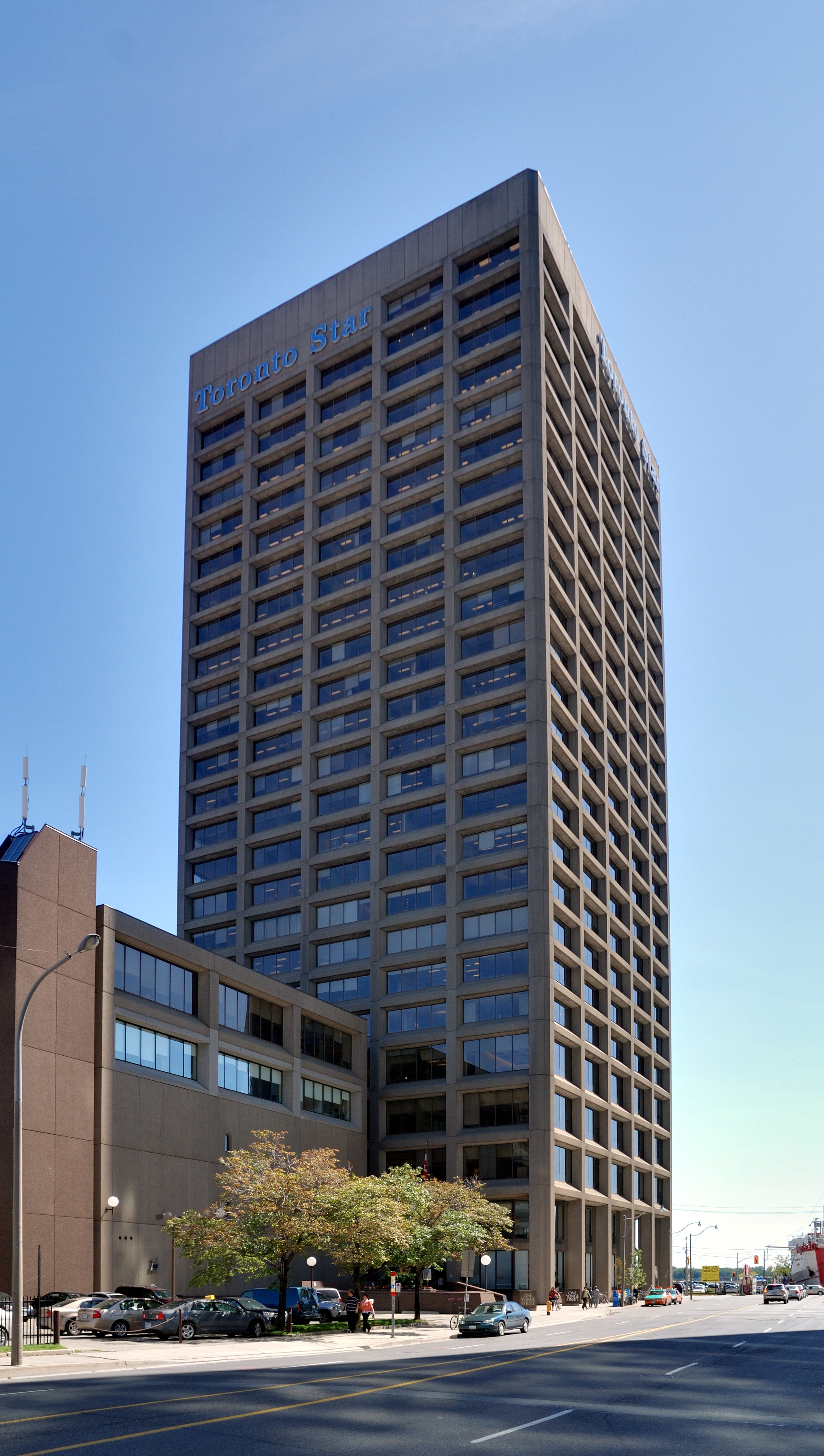
siège de Torstar, Toronto.

Torstar Corporation (TSX : TS.B) est un groupe de presse canadien, possédant notamment le quotidien Toronto Star.  One Yonge Street (en).
En mai 2014, Torstar vend Harlequin Enterprises à News Corp pour 415 millions de dollars. Harlequin sera intégré à HarperCollins.
En mars 2018, des perquisitions sont effectuées dans les locaux de Torstar, de l'une de ses filiales et de l'autre grand groupe de presse Postmedia. Le Bureau de la concurrence annonce enquêter « sur des allégations de comportements anticoncurrentiels et recueille actuellement des preuves pour établir les faits entourant ce complot allégué ».

## Principaux actionnaires
Au 22 mars 2020.
| Hamblin Watsa Investment Counsel | 40,4% |
| Estate of Joseph S. Atkinson     | 6,09% |
| John A. Honderich                | 4,83% |
| Campbell R. Harvey               | 4,42% |
| Ruth Hindmarsh Group             | 1,60% |
| MFS Investment Management        | 1,59% |
| Burnett Thall                    | 1,42% |
| Chou Associates Management       | 1,28% |